# Броди-Сангстер, Томас
Томас Броди-Сангстер (англ. Thomas Brodie-Sangster, род. 16 мая 1990, Саутуарк) — британский актёр и музыкант, известный ролями в фильмах «Реальная любовь», «Моя ужасная няня», «Последний легион», «Стать Джоном Ленноном» (2010), «Бегущий в лабиринте» (2014—2018) и ролью Бенни Уотса в сериале «Ход королевы».

## Биография
Томас Сангстер родился на южной окраине Лондона в 1990 году, где он, по информации на 2007 год, жил с сестрой Авой и родителями, актёрами Ташей и Марком Сангстерами. Его мать, актриса, снялась в нескольких фильмах Би-би-си, в то время как его отец, который, к тому же, был музыкантом, участвовал в мюзикле The Lion King. Он также является троюродным племянником Хью Гранта: его прабабушка, Барбара Бертрам, и бабушка Гранта были сёстрами.

## Карьера
Первую роль Томас получил в телевизионном фильме Би-би-си The Adventures of Station Jim. Впоследствии он сыграл ещё в нескольких телевизионных фильмах, включая главную роль в «Девушке Бобби» и «Открытках для чуда» (основанной на истории Крейга Шерголда), а также в мини-телесериале «Стиг со свалки». Томас получил награду «Лучший актёр мини-сериала» на 43‑м телевизионном фестивале в Монте-Карло в 2003 году за роль в фильме «Поручитель». Ещё одним фильмом Би-би-си, в котором участвовал Сангстер, стал мини-телесериал 2004 года «Мальчик в перьях».

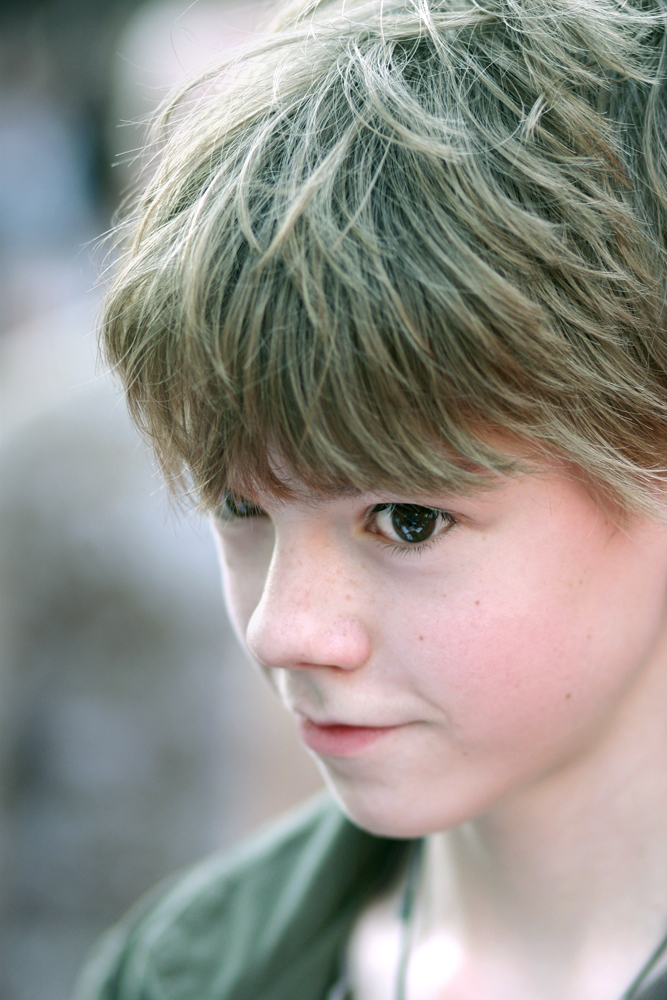
Томас Сангстер на премьере фильма «Громобой» в Лондоне (июль 2006 года).

Фильм «Реальная любовь», в котором он сыграл приёмного сына Лиама Нисона, был его первой ролью в большом кино. Для этой роли Томас учился играть на барабанах вместе со своим отцом. За неё он был номинирован на «Golden Satellite Award», премию Общества кинокритиков Финикса и премию «Молодой актёр».
В следующий раз Сангстер появился в адаптации новеллы «Мальчик в перьях» а также сыграл юного Тристана в фильме «Тристан и Изольда». В 2005 году Томас снялся в коммерчески успешном фильме «Моя ужасная няня», в роли самого старшего из семи детей, а в следующем году получил «British Teen Choice Award».
В 2007 году он появился в двух эпизодах («Человеческая природа» и «Семья крови») третьего сезона сериала «Доктор Кто». В том же году он озвучил Ферба Флетчера в диснеевском мультсериале «Финес и Ферб» и снялся в фильме «Последний легион». В 2008 году он в месте с Бобом Хоскинсом участвовал в съёмках фильма «Волшебная история Пиноккио». Примерно в то же время Стивен Спилберг выбрал Томаса для роли Тинтина, однако из-за того что фильм был отложен, Сангстер не смог участвовать в его съёмках. В 2009 году он принял участие в съёмках фильма «Яркая звезда», посвящённом взаимоотношениям поэта Джона Китса со своей возлюбленной. Тогда же Томаса утвердили на роль юного Пола Маккартни в фильме «Стать Джоном Ленноном» — художественной биографической драме о юношеских годах Джона Леннона. Для этой роли ему пришлось практически заново учиться играть на гитаре, поскольку Сангстер — правша, а Маккартни — левша. Фильм вышел на экраны в 2010 году.
В 2014 году Сангстер снялся в клипе группы The Luka State, посвящённом теме домашнего насилия. «Мне очень понравилось, что его сюжет проливает свет на реальную проблему. О бытовом насилии никогда не говорят, тем более практически невидима женская агрессия в отношении мужчин. Никто, будь то мужчина или женщина, не должен бояться находиться в собственном доме», — сказал актёр в комментарии The Hollywood Reporter.

### Brodie Films и Winnet music
В 2006 году Томас Броди-Сангстер и его мать, Таша Бертрам, создали компанию Brodie Films, цель которой — создать возможности в киноиндустрии для новых британских талантов — инновационных сценаристов, актёров и режиссёров.

Мы хотим производить британские фильмы, фокусирующиеся на интригующих областях жизни, которые оставляют зрителя под длительным впечатлением.
Наш первый 20-минутный фильм, A Hat for the Camel, продемонстрировал это.

В январе 2010 года Томас начал играть на бас-гитаре в группе Winnet. Вокалисткой в этой группе является его мать. Также в этой группе участвует и его сестра.

## Личная жизнь
С июля 2022 года стало известно, что Сангстер встречается с актрисой Талулой Райли после знакомства во время совместной работы над сериалом «Пистол». В июле 2023 года пара обручилась. Их свадьба прошла в Хертфордшире 22 июня 2024 года.

## Фильмография
| Год  | Название                                 | Роль                         | Примечания                                                           |
| ---- | ---------------------------------------- | ---------------------------- | -------------------------------------------------------------------- |
| 2001 | The Adventures of Station Jim            | Генри                        | Телефильм                                                            |
| 2001 | Открытки для чуда                        | Крейг Шерголд                | Телефильм                                                            |
| 2002 | Девушка Бобби                            | Алан                         | Телефильм                                                            |
| 2002 | Mrs Meitlemeihr                          | Мальчик                      | Телефильм                                                            |
| 2002 | Стиг со свалки                           | Барни                        | Мини-сериал                                                          |
| 2002 | London’s Burning                         | Стивен                       | Телесериал, сезон 14, эпизод 6                                       |
| 2003 | Реальная любовь                          | Сэм                          | Первый фильм вместе с Эммой Томпсон, Колином Фертом, и Оливией Олсон |
| 2003 | Поручитель                               | Томас вон Галл               | Для этой роли Томас учился играть на пианино                         |
| 2003 | Гитлер: Восхождение дьявола              | Юный Гитлер                  | Телефильм                                                            |
| 2003 | Ultimate Force                           | Гэбриэл                      | Сериал, эпизод «What in the name of God»                             |
| 2004 | Мальчик в перьях                         | Роберт Нобель                | Мини-телесериал                                                      |
| 2005 | Самые таинственные убийства              | Джон Дафф                    | Телесериал, эпизод «Дело об отравлении в Кройдоне»                   |
| 2005 | Моя ужасная няня                         | Саймон Браун                 | Второй фильм совместно с Эммой Томпсон и Колином Фертом              |
| 2006 | Тристан и Изольда                        | Юный Тристан                 |                                                                      |
| 2007 | Последний легион                         | Ромул Август                 | Вторая роль в историческом фильме, третий фильм с Колином Фертом     |
| 2007 | Доктор Кто                               | Тим Латмер                   | Эпизоды «Человеческая природа» и «Семья крови»                       |
| 2008 | Финес и Ферб                             | Голос персонажа Ферб Флетчер | Мультсериал, все эпизоды; второй раз работает с Оливией Олсон        |
| 2008 | Волшебная история Пиноккио               | Фитиль                       | Телефильм                                                            |
| 2009 | Яркая звезда                             | Сэмуел Брэвн                 | Премьера была 15 мая 2009 на Каннском кинофестивале                  |
| 2010 | Стать Джоном Ленноном                    | Юный Пол Маккартни           | Премьера в России — 27 мая 2010.                                     |
| 2010 | Some Dogs Bite                           | Casey                        | Телефильм                                                            |
| 2011 | My Left Hand Man                         | Сэмюэль Эмерсон              | Короткометражка                                                      |
| 2011 | Смерть супергероя                        | Дональд                      | Премьера в России 5 апреля 2012                                      |
| 2011 | Укрытие                                  | Лиам                         | Телефильм                                                            |
| 2011 | Альбатрос                                | Марк                         | Телефильм                                                            |
| 2012 | Бэйтаун вне закона                       | Роб                          |                                                                      |
| 2013 | Игра престолов                           | Жойен Рид                    | Телесериал, 10 эпизодов                                              |
| 2014 | Призрак Гало                             | Сэмюэль Эмерсон              | Телефильм                                                            |
| 2014 | Бегущий в лабиринте                      | Ньют                         |                                                                      |
| 2015 | Волчий зал                               | Рэйф Седлер                  | Мини-сериал, 6 эпизодов                                              |
| 2015 | Бегущий в лабиринте: Испытание огнём     | Ньют                         |                                                                      |
| 2015 | Звёздные войны: Пробуждение силы         | офицер Таниссон              |                                                                      |
| 2017 | Забытые Богом                            | Уайти Уинн                   |                                                                      |
| 2017 | День красных носов                       | Сэм                          | Короткометражка, сюжетное продолжение фильма «Реальная любовь»       |
| 2018 | Бегущий в лабиринте: Лекарство от смерти | Ньют                         |                                                                      |
| 2020 | Повелитель драконов                      | Озвучивание                  |                                                                      |
| 2020 | Ход королевы                             | Бенни Уоттс                  | Мини-сериал                                                          |
| 2022 | Пистол                                   | Малкольм Макларен            | Мини-сериал                                                          |
| 2023 | Ловкий плут                              | Джек Доукинс                 | Мини-сериал                                                          |
| 2024 | Волчий зал: Зеркало и свет               | Рэйф Сэдлер                  | Мини-сериал                                                          |

## Радиопьесы
| Год  | Название                                | Роль   | Примечания                             |
| ---- | --------------------------------------- | ------ | -------------------------------------- |
| 2007 | Country Life / Деревенская жизнь        | Борис  | В эфире с 22 марта 2007 на BBC Radio 4 |
| 2007 | The Mind’s Eye & Mission of the Viyrans | Кайл   | Дата выпуска: ноябрь 2007              |
| 2008 | The Bride of Peladon                    | Шахтёр | Дата выпуска: январь 2008              |

## Музыкальные клипы
| Год  | Название клипа    | Исполнитель    | Примечания    |
| ---- | ----------------- | -------------- | ------------- |
| 2014 | 30 Minute Break   | The Luka State | [ 13 ] [ 24 ] |
| 2016 | Tired of Lying    | Kioko          | [ 25 ]        |
| 2020 | Ballad Of You & I | Hotel Lux      | [ 26 ]        |

## Награды и номинации

### Награды
- 2003 — Телевизионный фестиваль в Монте-Карло: премия в категории «Лучший актёр в мини-сериале» за фильм «Поручитель»[6]
- 2006 — награда «British Teen Choice»[8][нет в источнике]
- 2016 — Teen Choice Awards в категории «Choice Movie: Chemistry» за фильм «Бегущий в лабиринте: Испытание огнём» (совместно с Диланом О’Брайеном)[27]

### Номинации
- 2021 — премия «Эмми» в категории «Лучшая мужская роль второго плана в мини-сериале или фильме» за мини-сериал «Ход королевы»
- 2008 — премия «Молодой актёр» в категории «Best Performance in an International Feature Film — Leading Young Performer» за фильм «Последний легион»
- 2007 — премия «Молодой актёр» в категориях «Best Performance in a Feature Film: Leading Young Actor» и «Best Young Ensemble in a Feature Film» за фильм «Моя ужасная няня»
- 2004 — премия «International Press Academy[англ.]» в категории «Actor In A Supporting Role, Comedy Or Musical» за фильм «Реальная любовь»[28]
- 2004 — премия «Молодой актёр» в категории «Best Performance in a Feature Film — Supporting Young Actor» за фильм «Реальная любовь»
- 2004 — премия «Golden Satellite Award» в категории «Best Performance by an Actor in a Supporting Role, Comedy or Musical» за фильм «Реальная любовь»
- 2004 — премия Общества кинокритиков Финикса в категории «Best Performance by a Youth in a Lead or Supporting Role — Male» за фильм «Реальная любовь»[7]